# Actiumi csata
Az actiumi csata a római polgárháború következményeiben legjelentősebb tengeri összecsapása volt, amelyet Octavianus vívott Marcus Antonius ellen (akit Kleopátra egyiptomi királynő is elkísért hajóival), Kr. e. 31. szeptember 2-án a görögországi Actium római kolóniánál (a mai Préveza közelében). A csatát Octavianus nyerte és ezzel megtette az utolsó nagy lépést a principátus, azaz a császári egyeduralom rendszerének megalapítása felé. A csata időpontját ezért gyakran a Római Köztársaság majdnem ötszáz éves története végpontjának tekintik.

## Előzményei
A második triumvirátus azért bomlott fel, mert Caesarion – Iulius Caesar és Kleopátra fia – komoly politikai veszélyt jelentett Octavianus (a későbbi Augustus császár) számára. Octavianus hatalmának legitimációját a tömegek szemében az adta, hogy Caesar örökbe fogadta, ami növelte népszerűségét és erősítette légióinak hűségét. A triumvir-társ Antonius azonban Caesariont kiáltotta ki Caesar legitim örökösének és ezzel Kr. e. 33 utolsó napjától propagandaháború kezdődött a korábbi szövetségesek között. Antonius területeket akart Kleopátra részére átadni a Római Köztársaságból, mivel a királynőnek birodalomépítői álmai voltak, ezt pedig a Szenátus már végképp nem tűrhette.
Végül a Szenátus megfosztotta hatalmától a távol lévő Antoniust és háborút hirdetett Kleopátra ellen. A Szenátus harmada és mindkét konzul Antonius mellé állt. Kr. e. 31-ben háború kezdődött, amikor Octavianus hadvezére, Agrippa elfoglalta az Antoniushoz hű görög kikötővárost, Methónt.

## A csata

### Az előkészületek

A szembenálló csapatok elhelyezkedése

Antonius serege az actiumi földnyelv csücskén táborozott le, amelytől keletre egy szoroson túl hullámzott az Actiumi-öböl (ahol a tengeri ütközet zajlott), azon túl pedig az Ambrakiai-öböl. A szárazföldön csatatornyok, az öböl oldaláról pedig hadihajók sora védte a tábort.
Octavianus serege az öböl északi, átellenes oldalán ütött tábort. A két sereg hónapokig nézett farkasszemet egymással, miközben csak kisebb csatározások folytak. Ezek közül az összecsapások közül egy bizonyult jelentősnek: a táboroktól délre Agrippa elvágta Antonius seregének szárazföldi utánpótlási vonalait.
A két flotta Kr. e. 31. szeptember 2-án találkozott az Actiumi-öböl vizein kívül. Antonius, aki kiváló hadvezér volt, de a tengeri csaták vezetésében nem volt gyakorlata, 220 hadihajót vezetett a szoroson keresztül a nyílt vizekre. Itt állta el az útját Octavianus flottája, amelyet Agrippa vezetett. Közben Antonius táborában feszültség támadt a hadvezérek és Kleopátra között. Az előbbiek szívesen hazaküldték volna a királynőt, akinek jelenléte fűtötte ellenfeleik haragját, távolléte esetén viszont Antonius hívei szerint lehetőség lett volna Octavianus párthívei közül sokak megnyerésére. Kleopátra azonban attól tartott, ha elmegy, gyengül befolyása Antonius felett. A hadvezérek tanácsai ellenére – akik jobban otthon érezték magukat a szárazföldi hadviselésben – arra vette rá Antoniust, hogy a döntő csatát a vízen vívják meg.

### A szembenálló flották
Antonius hajói nagy négysorevezős gályák (quinquereme) voltak, amelyeknek az orrát bronzlemezekkel páncélozták. Antonius szerencsétlenségére azonban a hajók közül soknak a legénységét megtizedelte egy maláriajárvány, amely lecsapott rájuk, miközben Agrippa flottájának érkezésére vártak. Sok evezős meghalt, mielőtt a csata még elkezdődött volna, ezért a hatalmas hajók pont azt nem tudták végrehajtani, amire a legjobbak voltak: az ellenséges hajók gyors lerohanását és elsüllyesztését az ütközéssel. Antonius erőinek morálja sem volt a legerősebb, miután az utánpótlási vonalaikat az ellenséges csapatok elvágták. Antonius felgyújtatta azokat hajókat, amelyeket nem tudott személyzettel ellátni, a többit pedig egy csoportba rendezte.
Octavianus flottája jobbára kisebb hajókból, liburnákból állt, amelyeket Antoniusénál jobban képzett, pihentebb és teljes személyzettel láttak el. A könnyű hajók könnyebben manővereztek, mint a nagy négysorevezősök, emellett a közelharchoz elegendő emberrel és fegyverzettel voltak felszerelve. Mindezek előnyös tulajdonságoknak bizonyultak az ókori tengeri csatában, amelyben az egyes hajók számára az volt a cél, hogy ütközve lerohanják az ellenséges hajót, illetve nyilakkal és katapultokból kilőtt kőgolyókkal (amelyek ereje elegendő volt akár az eltalált ember lefejezésére is) pusztítsák el legénységét.

### A küzdelem
Még a csata kezdete előtt Marcus Antonius egy hadvezére, Delius átpártolt Octavianushoz és magával vitte Antonius haditervét is. Antonius abban bízott, hogy legnagyobb hajóival visszaszoríthatja Agrippa északi szárnyát, Octavianus flottája azonban elkerülte az összecsapást. Röviddel dél után Antoniusnak szét kellett nyitnia csatavonalát, elhagyva a part nyújtotta védelmet és így megütközni.
Látva, hogy Antonius rosszul áll, Kleopátra flottája visszavonult a nyílt tenger felé, anélkül, hogy felvette volna a harcot. Antonius zászlajával egy kisebb hajóra húzódott és néhány másik hajó védelme alatt az ellenség vonalát áttörve sikerült elmenekülnie, hátrahagyott hajóit azonban Agrippa elfogta, vagy elsüllyesztette.

## Következményei
A csata politikai következményei mélyrehatóak voltak. Kezdetben Antonius számára kedvező volt, hogy hadereje nem volt kisebb a római Szenátus támogatta Octavianusénál, ami komoly kihívónak mutatta, ráadásul Antonius nagyhírű hadvezér volt. A csata elvesztése azonban olyan mértékben kiábrándító volt követői számára, hogy katonái tömegesen hagyták el, anélkül, hogy harcba szálltak volna: a sötétség leple alatt a szárazföldi seregből 19 gyalogsági légió és 12 000 lovas dezertált és így már Antoniusnak nem maradt ereje ahhoz, hogy a győzelem reményében ellenálljon. Bár Kr. e. 30. július 31-én Alexandriánál Antonius még aratott egy győzelmet, ereje lassan elfogyott.

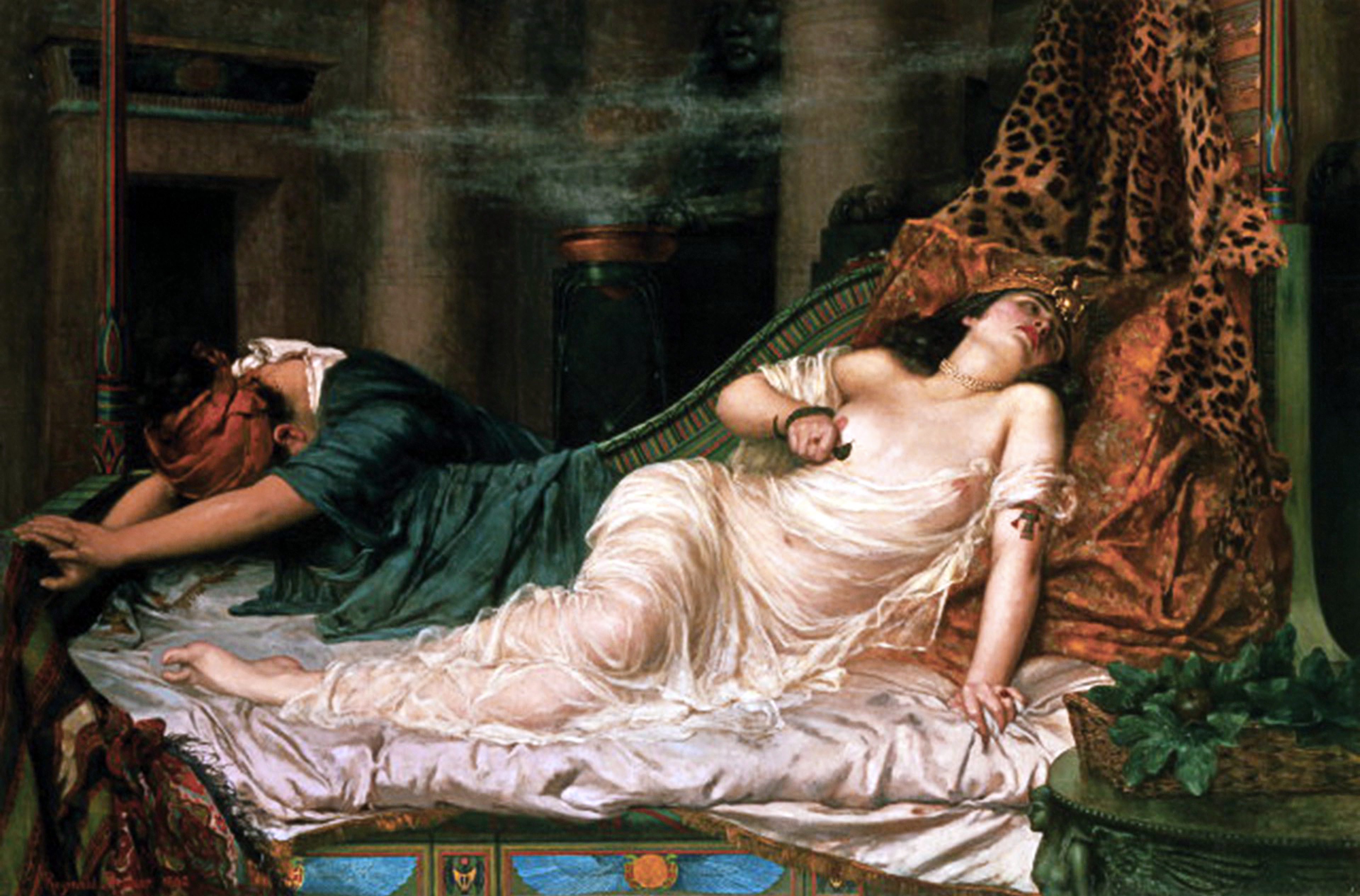
Kleopátra halála, Reginald Arthur festménye, 1892

Miután katonái elhagyták, Antonius öngyilkosságot követett el, Kleopátra pedig a megadásról akart tárgyalni Octavianusszal. Miután megalázó feltételeket kapott, Kr. e. 30. augusztus 12-én ő is öngyilkos lett: a beszámolók szerint egy datolyáskosárba rejtett jáspiskígyóval maratta halálra magát. Az actiumi csata Antonius seregének felbomlásához, majd vereségéhez vezetett és végső soron lehetővé tette a Római Birodalomnak Egyiptom bekebelezését. A csata ugyanakkor tekinthető a Római Köztársaság végének és a császárkor kezdetének is.
Augustus császár e győzelem emlékére alapította az Actia ünnepet. Augustus a csata helyén emlékművet is állíttatott.